# 9716 Severina
9716 Severina eller 1975 UE är en asteroid i huvudbältet som upptäcktes den 27 oktober 1975 av den Schweiziska astronomen Paul Wild vid Observatorium Zimmerwald. Den har fått sitt namn efter Severina Feitknecht-Gallati.
Asteroiden har en diameter på ungefär 5 kilometer och den tillhör asteroidgruppen Nysa.